# Araneus saevus
Araneus saevus este o specie de păianjeni din genul Araneus, familia Araneidae. A fost descrisă pentru prima dată de Ludwig Carl Christian Koch în anul 1872. Conform Catalogue of Life specia Araneus saevus nu are subspecii cunoscute.